# Paraphysornis brasiliensis
Paraphysornis brasiliensis è l'unica specie del genere monospecifico estinto di grandi uccelli predatori non volatori Paraphysornis. I fossili di P. brasiliensis risalgono al Tardo Oligocene - Primo Miocene dello Stato di San Paolo, Brasile.